# 18 germinal
18 ventôse 18 floréal
L'octidi 18 germinal, officiellement dénommé jour de la cigüe, est le 198e jour de l'année du calendrier républicain.
C'était généralement le 7e jour du mois d'avril dans le calendrier grégorien.